# Anatol Gawrych-Laudański
Anatol Józef Gawrych-Laudański (ur. 5 sierpnia 1924, zm. 1993) – kapral chorąży, powstaniec warszawski, współzałożyciel, a w latach 1989–1993 pierwszy prezes Zarządu Głównego Towarzystwa Pamięci Powstania Wielkopolskiego 1918–1919.

## Życiorys
Syn powstańca wielkopolskiego i śląskiego Józefa Alojzego Gawrycha.
Uczestnik powstania warszawskiego ps. „Lauda”. Walczył na szlaku bojowym Powiśle–Śródmieście-Północ. Należał do plutonu gospodarczego 4. kompanii Grupy Bojowej „Krybar”. Następnie w 1. kompanii „Warszawianka” I batalionu „Lecha Żelaznego” w Zgrupowaniu „Chrobry II”. Trafił do niewoli niemieckiej (nr jeniecki 101712).
Po wojnie służył w Ludowym Wojsku Polskim, następnie był dyrektorem jednego z działów Międzynarodowych Targów Poznańskich.
Został pochowany na cmentarzu parafii pw. św. Andrzeja Apostoła w Poznaniu-Spławiu.